# توشیکی ناکامورا
توشیکی ناکامورا (انگلیسی: Toshiki Nakamura؛ زادهٔ ۱۷ مهٔ ۱۹۹۳) بازیکن فوتبال اهل ژاپن است.